# 法团国家主义
法团国家主义（英語：Corporate statism），又称国家法团主义（State corporatism），是一种政治文化和法团主义形式。其支持者声称或认为，社会和国家应以法团为基础。根据这一原则，国家要求所有公民必须加入几个官方指定的利益团体之一（通常基于经济部门划分），这些团体对其成员拥有极大的控制权。因此，这些利益团体获得公共地位，它们或其代表至少形式上参与国家政策的制定。